# ほたか (掃海艇)
ほたか（ローマ字：JDS Hotaka, MSC-616、YAS-70）は、海上自衛隊の掃海艇。かさど型掃海艇の13番艇。艇名は保高島に由来する。旧海軍鵜来型海防艦「保高」に続き日本の艦艇としては2代目。

## 艦歴
「ほたか」は、第1次防衛力整備計画に基づく昭和35年度計画掃海艇316号艇として、日本鋼管鶴見造船所で1961年3月22日に起工され、1961年10月23日に進水、1962年2月24日に就役し、大湊地方隊に編入された。同年3月15日、大湊地方隊隷下に第36掃海隊が新編され「こしき」とともに編入。同年7月1日、第36掃海隊が第2掃海隊群に編入。
1966年2月21日、第36掃海隊が大湊地方隊函館基地隊に編入。
1976年11月18日、特務船に種別変更され、船籍番号がYAS-70に変更。沖縄基地隊に編入され水中処分隊用母艇となる。
1983年1月27日、除籍。